# L'Assumpció de la Mare de Déu del Perelló
L'Assumpció de la Mare de Déu del Perelló és una església del Perelló (Baix Ebre) protegida com a Bé Cultural d'Interès Local.

## Descripció
Encara que la planta a l'exterior és basilical i presenta una sola nau, a l'interior mitjançant la disposició de les capelles laterals es veu una creu llatina inscrita en el rectangle. La coberta a l'exterior és plana a dos vessants per al cos central més alt i ample, d'una vessant per a les capelles laterals. A l'interior en canvi hi ha una volta de canó sostinguda per pilars. La façana es troba formant part del cos de l'edifici del campanar. De la façana descansa l'emmarcament de la porta fent un frontó trencat al mig per un nínxol on es troba Sant Antoni.

## Història
L'església és de l'any 1946, feta per la direcció general de regions devastades. En canvi, el campanar, que va suportar els embats de la guerra des de l'any 1880.